# Khatuna Narimanidze
Khatuna Narimanidze (in georgiano ხათუნა ნარიმანიძე?; 2 febbraio 1974) è un'arciera georgiana.

## Palmarès
- Giochi europei

Baku 2015: argento nella gara a squadre mista.